# Birmingham Maglev

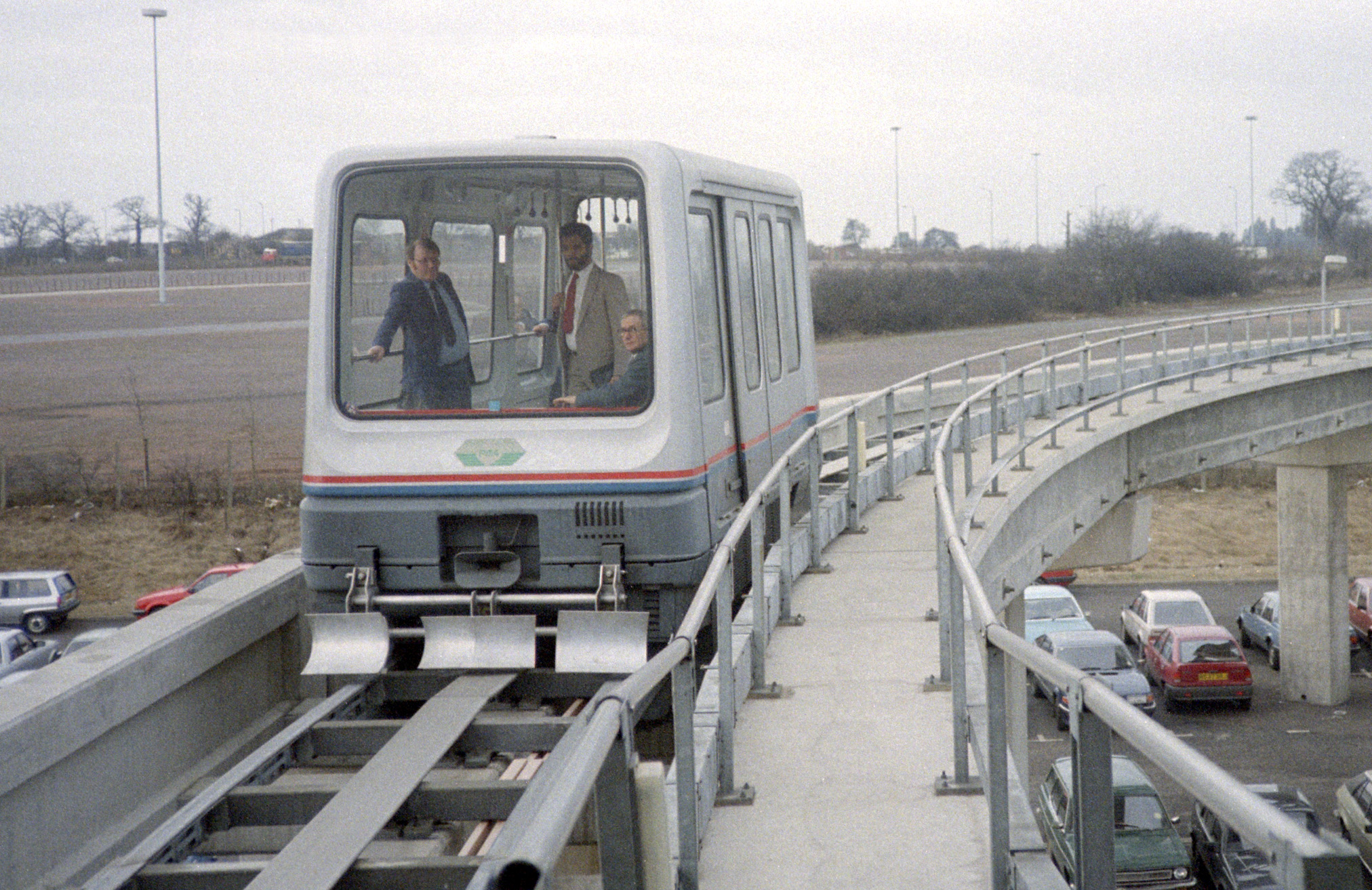
Birmingham Maglev – mittig im Fahrweg der Langrotor des Linearmotors, beiderseits davon die „Suspension rails“

Der Peoplemover Birmingham Maglev war die weltweit erste kommerziell betriebene Magnetschwebebahn. Er verband den internationalen Verkehrsflughafen Birmingham Airport der zweitgrößten britischen Stadt Birmingham mit dem Bahnhof Birmingham International an der Bahnstrecke Rugby–Stafford. Im Hinblick auf eine weitere Vermarktung der neuartigen Technologie sollte die Anlage auch Demonstrationszwecken dienen.

## Geschichte und Beschreibung

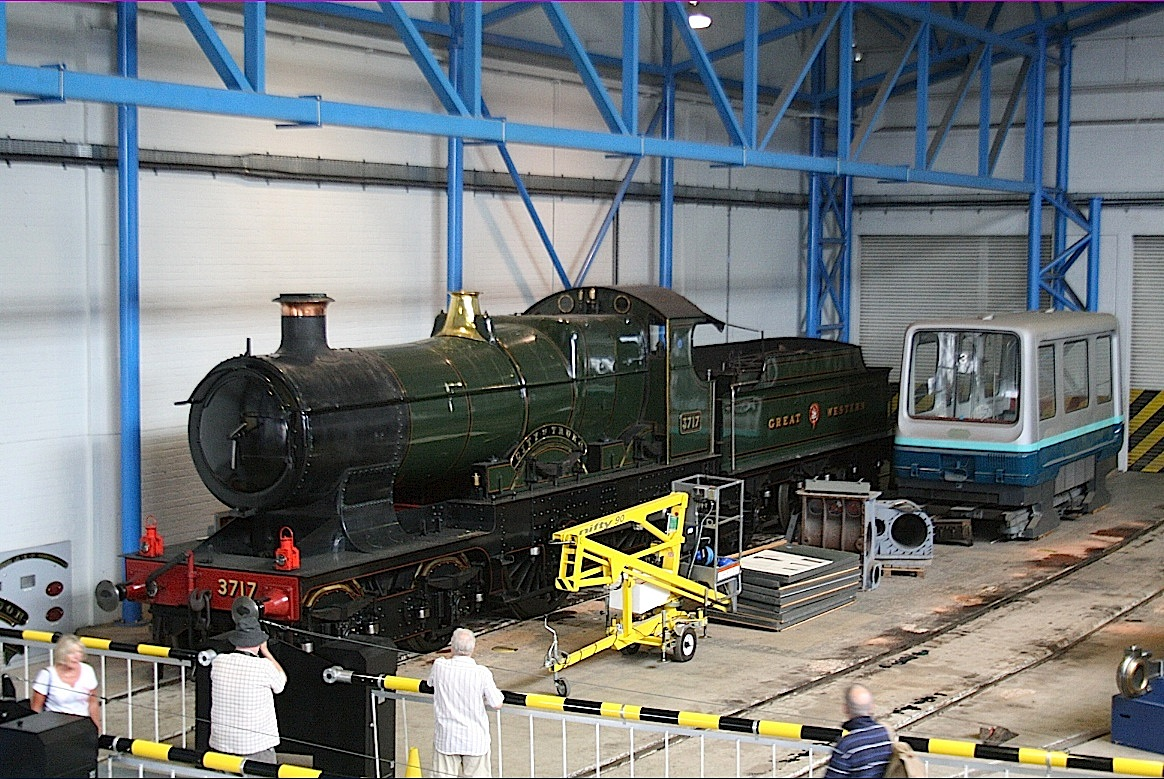
Fahrzeug des Birmingham Maglev im National Railway Museum in York

Beim Birmingham Maglev handelte es sich um ein spurgebundenes Verkehrssystem auf eigenem Fahrweg, das 1984 in Betrieb genommen wurde. 1979 hatte der West Midlands County Council, damals Eigentümer des Flughafens, eine Machbarkeitsstudie für eine Verbindung des damals als Birmingham International Airport bezeichneten Flughafens mit dem 1976 eröffneten, nach jenem „Birmingham International“ benannten Bahnhof in Auftrag gegeben. Die British Rail Research Division entwickelte im Railway Technical Centre in Derby für die ca. 620 m lange Strecke das Konzept einer Magnetschwebebahn. 1981 wurden mit der People Mover Group, einem Konsortium der Unternehmen General Electric Company (GEC), Balfour Beatty, Brush Electrical Machines und Metro-Cammell, sowie der John Laing Group als Investor, die entsprechenden Verträge geschlossen. Am 16. August 1984 wurde die vollautomatische Anlage eröffnet. Zu den zunächst zwei gebauten Fahrzeugen kam zeitnah ein drittes hinzu. Jedes konnte bis zu 40 Fahrgäste und deren Gepäck aufnehmen. Mit Ausnahme von zwei Sitzbänken an den Querseiten waren nur Stehplätze vorhanden. Mittels Kupplungen konnten theoretisch auch Zwei- oder Dreiwagenzüge gebildet werden.
Die beiden parallel verlaufenden Fahrwege waren in Betonbauweise aufgeständert. Sie stellten sowohl die Spur zum Fahren als auch einen Teil des Antriebs dar, indem sie den Langrotor des Linearmotors aufnahmen. Der Stator befand sich im Fahrzeug. Auf jedem Fahrweg pendelte jeweils ein Fahrzeug in beiden Richtungen, die Fahrzeit betrug ca. 90 Sekunden. An den Mittelbahnsteigen der beiden Endpunkte sicherten Bahnsteigtüren, die sich erst nach Ankunft des Fahrzeugs öffneten, den Betrieb. Die Bedienung konnte rund um die Uhr erfolgen, da die Notwendigkeit von regelmäßigen Streckenbegehungen entfiel. Weil die Bahn zur Infrastruktur des Flughafens zählte, war ihre Benutzung kostenlos.
Die Linearmotoren dienten zum Beschleunigen, Fahren und Bremsen. Die Höchstgeschwindigkeit der drei bei Metro-Cammell in Birmingham gebauten Fahrzeuge betrug 42 km/h. In der Regel wurden sie vor jeder Abfahrt durch ein magnetisches Feld, das unter ihren Längsseiten angebrachte Elektromagnete erzeugten, über zwei Schienen („Suspension rails“) angehoben, um 15 mm über dem Fahrweg reibungsarm auf einem Luftkissen zu schweben; für Notfälle war zudem ein hydraulisches Anhebesystem installiert. Weitere, seitlich nach außen hin versetzte Elektromagnete hielten das Fahrzeug in der Spur. Für den Fall einer Notbremsung bei Stromausfall und dem daraus resultierenden Verlust des Hebemagnetfelds waren am Fahrzeug über den Suspension rails Bremsklötze angebracht.
Die benötigte Gleichspannung von 600 Volt lieferte ein Unterwerk, das in der Mitte der Strecke errichtet wurde. Über zwei seitlich am Fahrweg horizontal angebrachte Stromschienen gelangte sie mittels zweier redundanter Stromabnehmer in die Fahrzeuge.

## Ende und Nachfolger

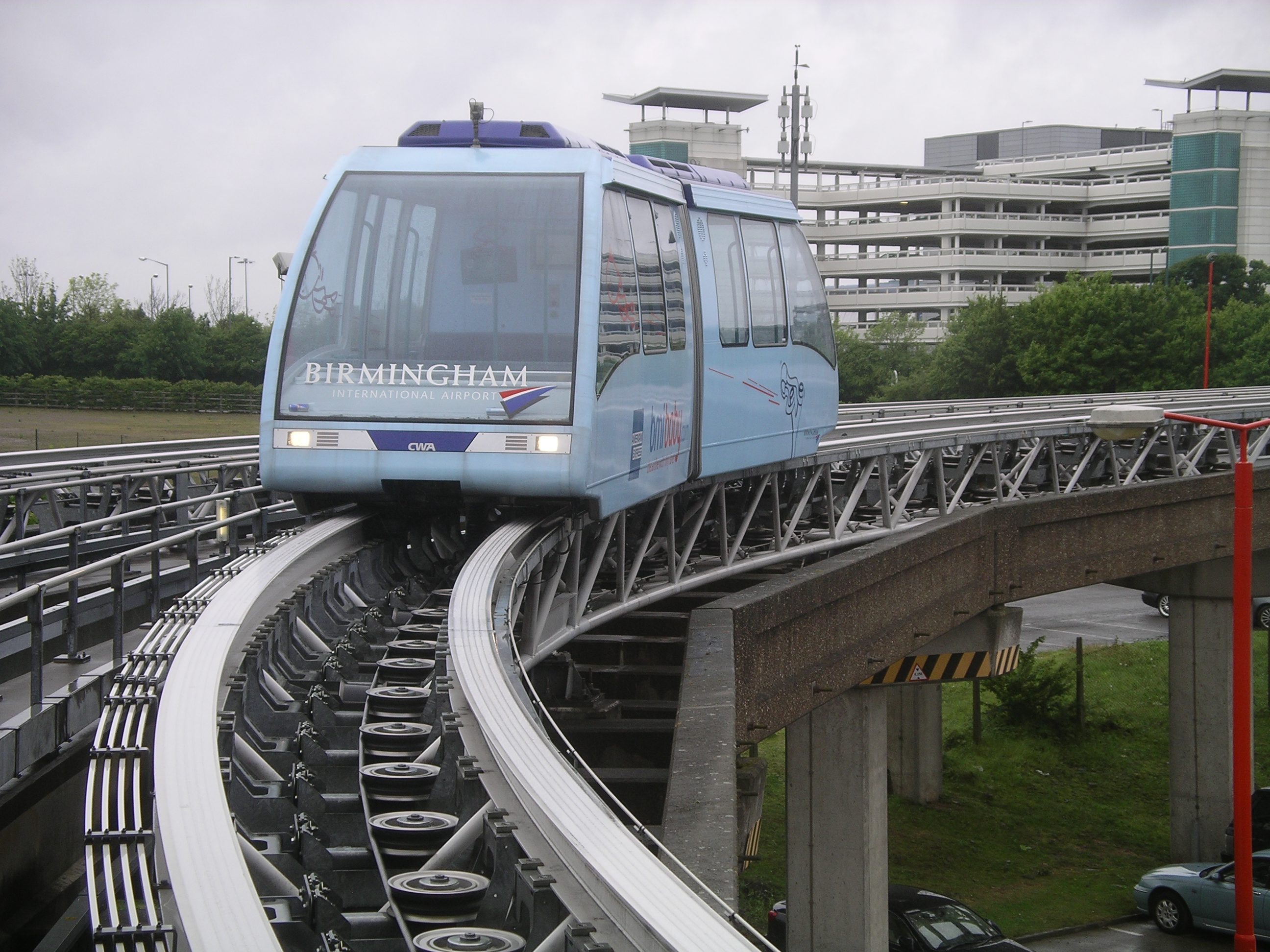
Fahrweg und Fahrzeug der Standseilbahn Air-Rail Link

Da der Birmingham Maglev zuverlässig arbeitete, wurde er weder technisch verändert noch mit neuerer Elektronik ausgestattet. Aufgrund teurer Instandhaltung und des Fehlens von Ersatzteilen wurde die Bahn am 19. Juni 1995 stillgelegt. Das Fahrzeug Nr. 3 ist im National Railway Museum in York erhalten. Auf dem größten Teil des Maglev-Fahrwegs wurde das führerlose Standseilbahnsystem Air-Rail Link, ein Cable Liner Shuttle, errichtet und 2003 in Betrieb genommen.

## Sonstiges
Ein ähnliches Konzept wurde in Deutschland mit der M-Bahn entwickelt.